# グフタフ・マイヤー

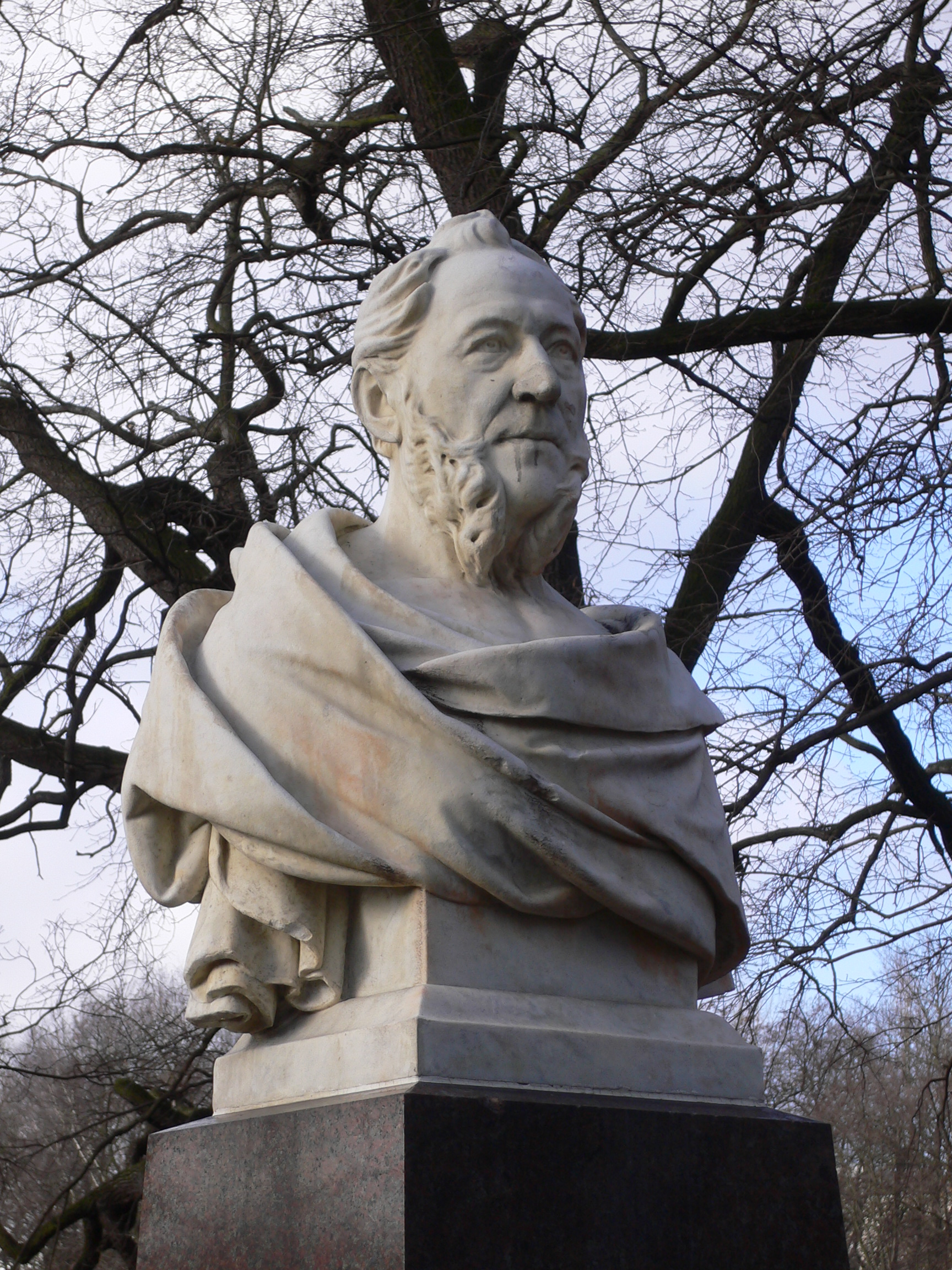
グスタフ・マイヤーの胸像（トレープトーヴァー・パーク内）

ヨハン・ハインリッヒ・グフタフ・マイヤー（Johann Heinrich Gustav Meyer、1816年1月14日 - 1877年5月27日）は、ドイツの造園家。フリードリッヒ・ルードヴィッヒ・フォン・シュケルやヘルマン・フォン・ピュックラー＝ムスカウ、ペーター・ヨセフ・レンネとともにドイツにおける四大造園家の一人と称されている。

## 経歴等
ベルリン近郊、フラウエンドルフ生まれ。1832年、ベル近郊シェーネベルク内植物園で徒弟修業を開始する。その後ベルリン郊外ヴィルドパルク地区にペーター・ヨセフ・レンネが設立したプロイセン王立造園師養成学校に入学。作図に才能を示し、そのためレンネが受託した設計業務の作図を任されることもあったという。
養成課程修了後の1840年、プロイセン宮廷の庭園監に任命採用され、サンスーシ宮苑に配属されると同時に、母校養成学校で製図の教師を兼務する。このときからレンネと協働を多くするが、協働はレンネが死去するまで続く。
1855年、ポツダムのマルリーガルデン設計を委託し、その傍らでレンネがドレスデン、ブレスナウ、リューベック等の市から依頼され設計する公園の図面作製助手を務める。
1860年に造園の大書を出版。1866年ごろに、ブレーメンから市民公園設計の依頼をひき受ける。1867年パリ万国博覧会に作品を出展し入賞を果たす。
1870年、プロイセン宮廷の庭師から、当時盛んに設置運動が展開された都市公園において、ベルリン市に発足した造園局の初代造園局長（Gartendirektor)に就任。就任はビスマルクのライバルであるルードルフ・フィルヒョウの強い推挙による。

## 実績等
- リューベック市フォアベルク墓園（1906年）と納骨苑（1911年）
- フリードリッヒ王載冠100年記念フリードリッヒハイン設計（原案はレンネ）1840年
- ベルリン市南部の公園トレプトアーパルク　1864年
- ベルリン市北部公園　1865年
- フンボルトハイン　1869年-1873年
- フンボルト公園改めトレプトウ公園　1876年着手、死去後に部下のハーマン・メヒティッヒが引き継ぎ、1888年完成

シラーパークなどを含むベルリンの公園群はすべて設計を手がけた。師レンネの死後に、同氏のライプツィヒ市での業務を継承（植栽は、市の建設監ヴィッテンベルク担当）する。